# Onthophagus simplicifrons
Onthophagus simplicifrons är en skalbaggsart som beskrevs av Edmund Reitter 1893. Onthophagus simplicifrons ingår i släktet Onthophagus och familjen bladhorningar. Inga underarter finns listade i Catalogue of Life.